# Lingua tawara
La lingua tawara è una lingua bantu dell'Africa meridionale.
Il tawara appartiene al sottogruppo delle lingue shona delle lingue bantu; ha affinità con altre importanti lingue del gruppo come lo shona.
Secondo dati del 2006, il tawara viene parlato da circa 60.000 persone stanziate nel Mozambico occidentale (provincia di Tete) e nello Zimbabwe settentrionale.

## Varietà
L'ultimo studio sistematico delle varietà e sottovarietà del continuum dialettale dello Shona Centrale è stato condotto da Clement Doke nel 1930, quindi molte sottovarietà non sono più funzionali e dovrebbero essere trattate con cautela.
Secondo le informazioni di Ethnologue:
S14 Karanga (Chikaranga). Parlato nel sud dello Zimbabwe, vicino a Masvingo. È parlato principalmente anche nella provincia di Midlands, in particolare nei distretti di Gutu, Masvingo, Mberengwa e Zvishavane. Alcune persone lo chiamano Vhitori.
Sottodialetti: Duma, Jena, Mhari (Mari), Ngova, Venda (non la lingua venda), Govera.
S12 Zezuru (Chizezuru, Bazezuru, Bazuzura, Mazizuru, Vazezuru, Wazezuru). Parlato nel Mashonaland orientale e centrale dello Zimbabwe, vicino a Harare. La lingua standard.
Sottodialetti: Shawasha, Gova, Mbire, Tsunga, Kachikwakwa, Harava, Nohwe, Njanja, Nobvu, Kwazvimba (Zvimba).
S11 Korekore (Shona Settentrionale, Goba, Gova, Shangwe). Parlato nel nord dello Zimbabwe, Mvurwi, Bindura, Mt Darwin, Guruve, Chiweshe, Centenary.
Sottodialetti: Gova, Tande, Tavara, Nyongwe, Pfunde, Shangwe.
Le lingue con intelligibilità parziale con lo Shona Centrale, di cui i parlanti sono considerati etnicamente Shona, sono la lingua S15 Ndau, parlata in Mozambico e Zimbabwe, e la lingua S13 Manyika, parlata nell'est dello Zimbabwe, vicino a Mutare, in particolare a Chipinge. Materiale di alfabetizzazione Ndau è stato introdotto nelle scuole primarie. Lo Shona costituisce il denominatore fondamentale di tutte le lingue bantu. Tutte le lingue bantu derivano dallo Shona, che fornisce la base della lingua bantu, la quale si è sviluppata e diffusa ampiamente a causa delle migrazioni delle persone.
Maho (2009) riconosce Korekore, Zezuru, Manyika, Karanga e Ndau come lingue distinte all'interno del gruppo Shona.

## Fonologia
Lo Shona consente solo sillabe aperte. Le consonanti appartengono alla sillaba successiva. Ad esempio, "mangwanani" ("mattina") viene sillabificato come [ma.ᵑɡwa.na.ni]; "Zimbabwe" è [zi.ᵐba.ɓwe]. Lo Shona è scritto con un'ortografia fonemica, con solo leggere differenze di pronuncia o differenze grammaticali a seconda della varietà. Lo Shona ha due toni, un tono alto e un tono basso, ma questi toni non sono indicati nel sistema di scrittura standard.